# اكمة حسن (القفر)
اكمة حسن

تعديل مصدري - تعديل

اكمة حسن محلة تابعة لقرية مدحج العالي، التابعة لعزلة مدحجين بمديرية القفر إحدى مديريات محافظة إب في الجمهورية اليمنية، بلغ تعداد سكانها 38 حسب تعداد اليمن لعام 2004.